# 立陶宛死刑制度

立陶宛在歐洲的位置。

立陶宛死刑制度於1998年被憲法法院裁定違憲，廢除所有死刑規定。立陶宛是歐洲聯盟與歐洲理事會的成員國，也已簽署《歐洲人權公約》第13號議定書，該議定書要求締約國廢除死刑。立陶宛自蘇聯獨立後，1990年3月至1998年12月之間，該國處決7人，都是男性。最後一位被處決的死刑犯是立陶宛黑手黨首領鮑里斯·德卡尼澤，於1995年7月處刑。

## 1990年至1998年間的死刑制度

### 法律發展與廢除
蘇聯加盟共和國時期，立陶宛蘇維埃社會主義共和國在其刑法第16條明定死刑制度。立陶宛於1990年3月宣布獨立後，於1991年12月通過新的刑法，於第105條規定，「情節重大的預謀殺人罪」得判處死刑，其餘罪行均無死刑制度。該法也規定，死刑犯有權請求特赦。1992年2月，立陶宛簽署《公民權利和政治權利國際公約》；1994年2月，該國刑法修正，法院不得對女性及未滿18歲者判處死刑。1996年7月25日，立陶宛總統阿爾吉爾達斯·布拉藻斯卡斯頒布法規，暫緩執行死刑。總統也拒絕受理特赦請願，而若未經特赦請願程序，國家便無法執行死刑。
「廢除死刑」是2004年歐盟東擴時，歐盟對申請國的要求之一。然而，當時民調顯示有70%至80%的立陶宛人支持保留死刑，國會因此不願投票支持廢除死刑。相反地，國會向憲法法院提起訴訟，請求憲法法院裁定死刑制度是否合憲。1998年12月9日，立陶宛憲法法院作成解釋，裁定死刑違憲，因為它違反《立陶宛憲法》第18條（天賦人權與自由）及第19條（國民生命權應受保障）。同年12月22日，立陶宛國會通過刑法修正案，自同年12月31日起正式廢除死刑。該國尚未處決的9名死刑犯，刑責均降為無期徒刑。

### 已處決死刑犯
1990年至1995年間，立陶宛法院對30人判處死刑。而在1990年3月至1998年12月之間，該國共槍決7位死刑犯：
1. 1992年8月8日：亞歷山大·諾瓦特基斯，24歲，罪名是謀殺一位年僅12歲的竊盜案證人。
2. 1993年12月12日：弗拉基米爾斯·伊萬諾瓦斯，30歲，罪名是謀殺一名母親及其4歲女兒。
3. 1993年12月12日：瓦倫蒂納斯·拉斯基斯，40歲，涉嫌犯下4起謀殺案。
4. 1994年1月27日：維德曼塔斯·日拜蒂斯，29歲，涉嫌謀殺3名老人。
5. 1994年9月28日：安塔納斯·瓦內利斯（英语：Antanas Varnelis），23歲，罪名是在1992年7月至12月間犯下6起謀殺案及3起謀殺未遂案。
6. 1995年5月18日：亞歷山大·古德科瓦斯，39歲，罪名是兩起謀殺案。
7. 1995年7月12日：鮑里斯·德卡尼澤（英语：Boris Dekanidze），33歲，罪名是下令殺害記者維塔斯·林吉斯。

## 1918年至1940年間的死刑制度

### 法律基礎與處刑方式
1918年2月，立陶宛宣布自俄羅斯帝國獨立時，也繼承其1903年刑法典，該法典僅針對危害國家安全的罪行定有死刑（例如：密謀干預皇位繼承）；但《軍事戰爭法》則對30種罪行定有死刑，包括土匪、搶劫、強姦、預謀殺人等，處決方式則是槍決或絞刑。1919年2月，立陶宛修法時，仍保留這種雙重標準：刑法廢除死刑，軍法保留死刑。1919年修法後的立陶宛軍法第14條對8種罪行定有死刑，包括叛國、顛覆政府或官員、武裝搶劫和謀殺罪等。:31 1920年制定臨時憲法時，代表們甚至曾討論要廢除死刑。不過，立陶宛到1938年11月前都保持戒嚴狀態，而未通過廢死。直到1939年德國對立陶宛下達最後通牒前幾個月，立陶宛才取消戒嚴。:45
歷史學家西吉塔·切爾內維丘特估計，戰間期立陶宛共和國至少有146人被處決，但相關紀錄破碎而零散。 在戒嚴法下，雖然法律規定處刑方式為槍決或絞刑，軍方仍只用槍決處刑。1937年1月，立陶宛修正刑法，規定改用毒氣處決；因此，1937年至1940年間，立陶宛在考那斯要塞第一堡壘中設有毒氣室，這在當時被認為是比較文明和人道的做法。首次毒氣處決發生於1937年7月27日，死刑犯布羅尼烏斯·波古津斯卡斯（37歲），因殺害某個猶太家族的5名成員而被處刑。切爾內維丘特統計，戰間期立陶宛至少有9名死刑犯是被毒氣處決；這9人中有8人是謀殺犯，8人中有1人除了謀殺罪，也因涉嫌在1935年蘇瓦爾基亞農民暴動中從事反政府行為被判有罪。最後一起已知的毒氣處決發生於1940年5月19日，罪名是搶劫。1940年6月，蘇聯占領立陶宛後，毒氣室的存廢便無從考證。

### 知名的政治處決案例
立陶宛獨立戰爭時期，並非所有死刑都合乎程序。例如1919年共產主義者費利克薩斯·瓦利烏卡斯夫婦未經審判便被處死。尤爾吉斯·斯莫爾斯基斯刑責為6年有期徒刑，但仍被處死，理由是試圖逃獄。:127
1920年2月，4名男子試圖煽動駐紮於考那斯的士兵發動軍變而被處決。1926年12月政變後至1940年6月蘇聯占領立陶宛期間，立陶宛總統安塔納斯·斯梅托納實施獨裁統治，並處決數名政治犯。1926年政變後，發動政變的立陶宛軍方迅速處決4名立陶宛共產黨領袖，另有2位共產黨人刑責降為無期徒刑。1927年9月，有8人因參與反對斯梅托納獨裁統治的陶拉蓋起義而被處決，另有14人獲得特赦。亞歷山德拉·沃西留斯因企圖刺殺立陶宛總理奧古斯丁納斯·沃爾德馬拉斯，而在1929年5月被處決。有18人因參與1935年蘇瓦爾基亞農民暴動而被判處死刑，但大多數人都被特赦，僅有5人被處死。斯梅托納也在其他情況下慷慨動用特赦權。例如，包括彼特拉斯·庫比柳納斯將軍在內的3位死刑犯，因他們在1934年反斯梅托納政變中的角色而獲得特赦；另有5人在諾依曼－薩斯案（英語：Neumann–Sass case）中被以謀殺罪判處死刑，但也獲得總統特赦。